# Manjacaze
Manjacaze – miejscowość i dystrykt w prowincji Gaza w Mozambiku. Miejscowość pełni również funkcję gminy (port. município) z wybieranym w wyborach samorządem. Liczba ludności dystryktu: ok. 161 000.
Z Manjacaze pochodzi mozambicka pisarka Paulina Chiziane.